# Jakub Melissaeus Krtský
Jakub Melissaeus Krtský (též znám jako Jakub Meduna Krtský ; 1554 Krty – 20. října 1599 Kutná Hora) byl český utrakvistický kněz a teolog.

## Životopis
Narodil se jako Jakub Meduna roku 1554 v Krtech nedaleko Strakonic. Byl příbuzným pozdějších protestantských duchovních, bratrem Václava Melissaea Krtského (1540–1578) a strýcem Václava Melissaea Lounského (asi 1573–1631). Školu navštěvoval v Lounech, od roku 1566 studoval bohoslovectví na pražské Univerzitě Karlově. Na podzim roku 1578 působil jako učitel ve škole v Jindřichově Hradci. V první polovině 80. let 16. století byl správcem školy v Pelhřimově.
Poté přešel na duchovní dráhu. V německém Zerbstu v Sasku-Anhaltsku, po začátku reformace středisku kalvinismu, byl vysvěcen na kněze. Působil pak jako farář na farnosti Povýšení svatého Kříže v Prostějově ve zdejším nekatolickém období (1522–1622), kdy si vysloužil i přízvisko Iacobus de Prostiegowa. Do roku 1586 potom působil jako farář v Zásmukách. Dne 6. března 1586 mu na radu arcijáhna Sixta Candia a na jeho doporučení, že je Krtský člověk učený a mírumilovný, byla nabídnuta správa chrámu sv. Barbory v Kutné Hoře, kde následně působil až do roku 1588. Poté se od roku 1593 až do své smrti v roce 1599 vykonával funkci arciděkana Univerzitní školy při arciděkanství u kostela sv. Jakuba staršího v Kutné Hoře.
Zemřel 20. října 1599 následkem epidemie moru. Pohřben byl v kostele sv. Barbory v Kutné Hoře.

## Dílo a odkaz
V roce 1596 vyšel překlad Žalmů svatého Davida upravený na duchovní písně a také trojité kázání, které Krtský pronesl před, během a po pohřbu obětí povodně v Kutné Hoře v roce 1598. Byl blízkým spolupracovníkem humanisty a lexikografa Daniela Adama z Veleslavína a do jeho slovníku přispěl mnoha místními názvy. Dílo Genethliaca et anagrammatismi ab amicis concinnati in honorem (Praha, 1599) obsahuje jeho žalozpěvy o "znamenitých mužích" (jako Jan Simonides Montanus) a také básně složené přáteli, kteří oslavují jeho památku. 